# San Francesco della Scarpa (Bitonto)
A San Francesco della Scarpa vagy San Francesco d’Assisi egy bitontói templom.

## Története
A hagyományok szerint a templomot Assisi Szent Ferenc 1222-ben Bitontóban tett látogatásának emlékére emelték. Rövid idő alatt, 1283-1284 között épült fel az egykori, Minervának szentelt római templom helyén, Sergio Bove tervei alapján. A ferencesek egy kolostort is építettek szomszédságában, amelyet az 1734-es bitontói csatában kórháznak használtak. A kolostort 1809-ben zárták be. A templom eredetileg egyhajósnak épült. Az oldalkápolnákat a 16. században építették hozzá. A templomot 1842-ben felújították, ekkor épült meg az apszis fölé magasodó kupola. 1993-ban ismét felújították és helyreállították az eredeti padlót és oltár. Napjainkban elsősorban zenei előadásokat tartanak benne.